# 纳尔维克 (城镇)

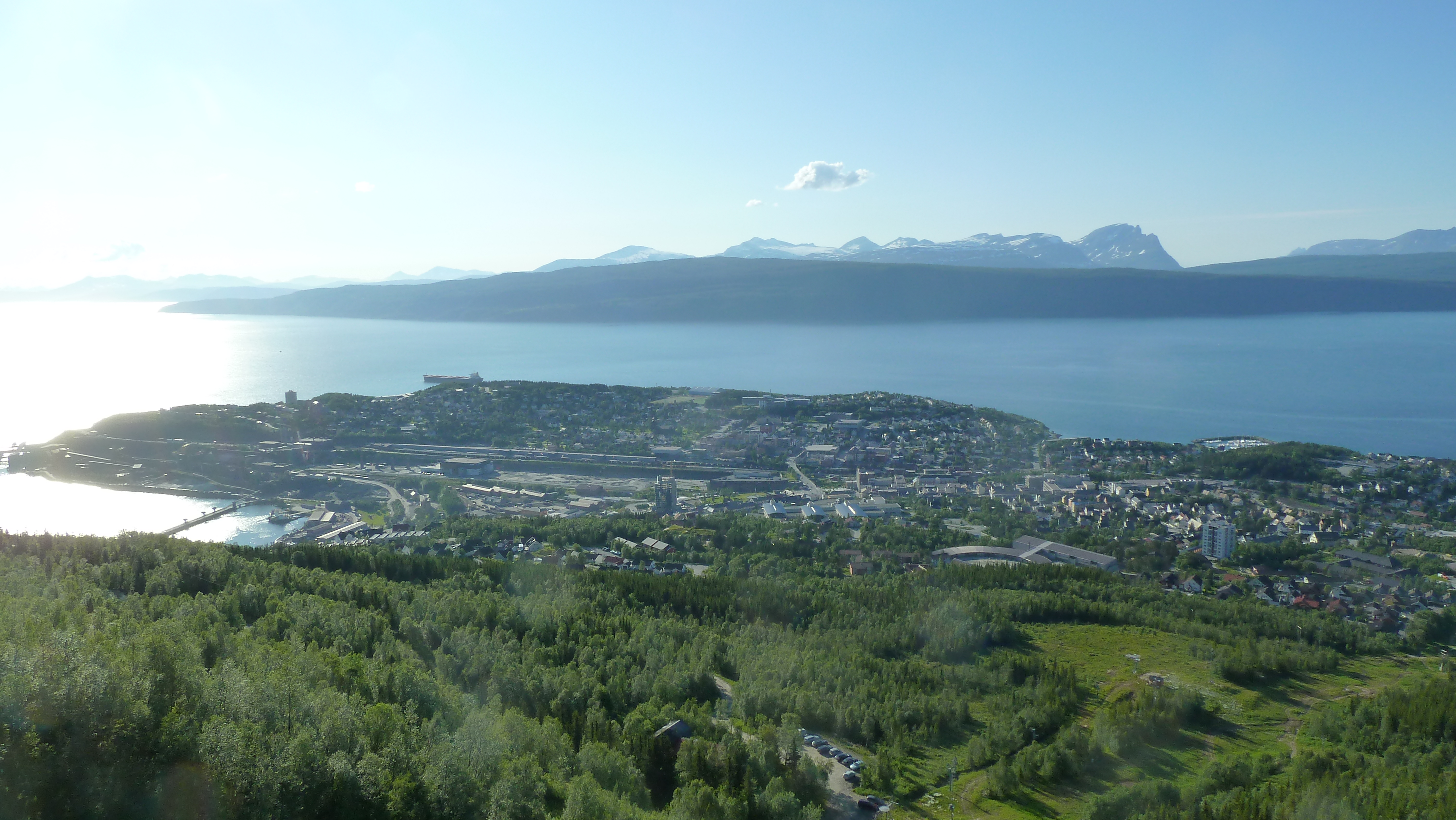
远眺纳尔维克镇

纳尔维克（挪威語：Narvik）是挪威诺尔兰郡纳尔维克市镇内的城镇及行政中心。该镇位于奥福滕地区的奥福特峡湾岸边。城镇面积为6.78平方公里，人口数量为14,141人（2018年），人口密度为2,086人/平方公里。